# Ҥ
Ҥ (minuskule ҥ) je písmeno cyrilice. Je používáno v altajštině, v jakutštině, ve východní marijštině. Jedná se o variantu písmena Н. Písmeno zachycuje stejnou hlásku jako písmeno Ң, písmeno Ӈ a spřežka Нг.